# Botanophila kitadakeana
Botanophila kitadakeana är en tvåvingeart som beskrevs av Masayoshi Suwa 1998. Botanophila kitadakeana ingår i släktet Botanophila och familjen blomsterflugor. Arten är reproducerande i Sverige. Inga underarter finns listade i Catalogue of Life.